# Diores capensis
Diores capensis es una especie de araña del género Diores, familia Zodariidae. Fue descrita científicamente por Tucker en 1920.
Habita en Sudáfrica.